# 相馬勝夫
相馬 勝夫（そうま　かつお、1904年11月26日-1983年1月31日）は、専修大学理事長、専修大学総長。専修大学創立者の相馬永胤の孫。経済学博士。専門は保険論。岡山県岡山市出身。

## 来歴
1924年東京高等師範学校附属中学校（現・筑波大学附属中学校・高等学校）卒業。1930年（昭和5年）東京商科大学（現一橋大学）卒業後、専修大学講師。
1932年東京商科大学旧制大学院修了。1938年専修大学教授。その後、学生部長・就職指導部長・を歴任。1955年商経学部長。1957年体育部長。1961年経営研究所長。1961年専修大学にて論題「新価保険」で経済学博士を受く。 1961年（昭和36年）専修大学第10代学長。1968年（昭和43年）専修大学美唄農工短期大学開学にあたり、専修大学学長と同短期大学の初代学長を兼任（1977年まで）。専修大学の学長在任中に商学部、文学部、経営学部を新設、商経学部を経済学部に改称した。また、専修大学大学院の拡充も行い、経済学研究科の拡充、文学研究科（国文学専攻、英文学専攻、哲学専攻）、法学研究科（公法学専攻）、経営学研究科、商学研究科の修士課程および博士課程を設置した。
1976年（昭和51年）専修大学名誉教授。専修大学第7代総長。
1983年（昭和58年）死去、正四位
母校である一橋大学および一橋大学大学院、横浜国立大学（当時横浜高等商業学校）、明治大学、東洋大学等で非常勤講師も務めた。文部省大学設置審議会委員、日本私立大学連盟常務理事や、日本保険学会の理事、顧問、評議員を歴任した。関東学生陸上競技連盟（関東陸連）の会長を務めたこともある。また、同連盟への寄贈による400m優勝杯は「相馬杯」と言う。

## エピソード
- 出生時は石川姓を名乗るも、父親が妻方の相馬氏の婿養子となったため、勝夫も相馬姓を名乗る[10]。
- 1938年より専修大学の陸上競技部長を逝去するまで務めた[11]。また、箱根駅伝では、選手に車で伴走するほどの熱のいれようであったという[12]。
- 1973年私財の一部を投じて専修大学美唄農工短期大学に相馬記念館を建てる[13]。

## 受賞歴
- 紺綬褒章
- 1975年　勲二等旭日重光章 [14]。

## 著書
- 『保険契約法通論――保険取引の準則』（栗田書店、昭和19年）
- 『保険講義要領――保険六講』（邦光書房、1963年）
- 『我苦鳥の歌』（専修大学出版局、1975年）
- （共著）『経営と労働の法理』（専修大学出版局、1975年）